# Sanocka sikawka nr 23
Sanocka sikawka nr 23 – sikawka (potoczna nazwa pompy tłocznej lub urządzenia mechanicznego do tłoczenia wody) produkowana na początku XX wieku w Sanoku.
W 1901 roku w Sanoku powstało Pierwsze Galicyjskie Towarzystwo Akcyjne dla Budowy Wagonów i Maszyn. Z jego inicjatywy od 1904 roku rozpoczęto produkcję sikawki, którą później dla celów handlowych nazwano Sanocką sikawką Nr 23. Na przełomie lat 1904-1915 wyprodukowano 677 egzemplarzy w wersji dwu- i czterokołowej.

## Budowa sikawki
Sikawka przystosowana była do zaprzęgu konnego, ale istniała wersja do przypięcia do samochodu (ok. 1914 roku).
- drewniana rama nośna
- koła drewniane z metalowymi obręczami
- konstrukcja metalowa
- cylindry (brąz)

- kocioł powietrzny (miedź)
- dźwignia z pierścieniami (kuty metal)
- skrzynia wodna nitowana z blachy metalowej
- kozioł z siedzeniami do powożenia końmi
- skrzynia na drobne narzędzia i węże w rolkach
- wąż ssawny gumowy – 2 sztuki po 2m
- miedziany kosz ssący
- wąż prądowy parciany – 1 sztuka dł. 5m
- prądnica (prądownica)
- oliwiarka
- młotek
- klucze

## Dane techniczno-handlowe
- Typ 23a – cena 1060 Koron
  - średnica cylindrów – 80mm
  - ilość litrów wody na minutę – 130
  - odległość prądu (zasięg strumienia wody) – 24-26m

- Typ 23b – 1150 Koron
  - średnica cylindrów – 90mm
  - ilość litrów wody na minutę – 160
  - odległość prądu (zasięg strumienia wody) – 26-28m

- Dodatkowe wyposażenie do obu typów
  - zwijadło na węże umieszczane z tyłu za skrzynią wodną na metalowych podporach – 36 Koron
  - hamulec – 36 Koron
  - latarnia – 36 Koron